# Young the Giant
Young the Giant es una banda de indie rock estadounidense nacida en Irvine, California, en 2004. La banda está formada por una voz principal, dos guitarristas, un bajista y un baterista. Previamente reconocidos como "The Jakes", Young the Giant fue firmado por Roadrunner Records en 2009 y lanzó su álbum debut homónimo en 2010.  Sus tres primeros sencillos, "My Body", "Cough Syrup" y "Apartment", llegaron a tomar lugar en el tablero estadounidense de canciones alternativas.

## Historia
Formación (2004 - 2009)
"The Jakes" nació en 2004 en Irvine, California. Un dato curioso es que el nombre de la banda era un acrónimo del primer nombre de uno de los miembros. Después de varios cambios personales, la banda se compuso por Gadhia (nacido el 10 de julio de 1989), Tilley, Hashemian, Eric Cannata, Francois Comtois (nacido el 20 de mayo de 1988) y Jason Burger. La coordinación musical inicial fue bastante complicada para la banda, ya que todos los miembros asistían a escuelas o academias distintas. Debido a que dos de los miembros aún atendían a educación preparatoria, la banda grabó un álbum llamado "Shake My Hand " con el productor Ian Kirkpatrick. Más tarde, los miembros de la banda decidieron individualmente si valía la pena pausar sus estudios para enfocarse en la banda; Jason Burguer sí dejó la banda para seguir su sueño de estudiar en "Manhattan School of Music" en la ciudad de Nueva York y Comtois lo sustituyó como baterista principal. 
Poco después, Payam Doostzadeh (en persa: پیام دوستزده), amigo y colaborador de toda la vida, se unió a la banda como bajista. En 2009, la banda tocó en cuatro shows en el festival de música "South by Southwest" en Austin, Texas. La canción de la banda "Texas Tea" se tocó durante un episodio de "The Real World: Brooklyn de MTV", y "Paid The Piper" apareció en "The Beast de A&E". Otra canción, "Cough Syrup", recibió difusión en la estación de radio KROQ. de Los Ángeles, California. Poco antes de firmar con Roadrunner Records en el mes de agosto, el teclista Ehson Hashemian se retiró de la banda y en diciembre de 2009, la banda anunció su nuevo nombre: "Young the Giant"
Young the Giant (2010 - 2013)
"The Jakes" cambió oficialmente su nombre a "Young the Giant" en enero de 2010 durante la producción de su álbum homónimo. Durante todo el año 2010, Young the Giant abrió los conciertos de "Minus the Bear y Steel Train" mientras a la vez trabajaba en su álbum debut con Joe Chiccarelli en Sunset Sound Studios en Los Ángeles, CA. La banda adoptó un enfoque de la vieja escuela para grabar el álbum. Todas las pistas se interpretaron en vivo, lo que resultó en muchos "cortes" durante la producción. La banda estaba muy atenta a sus pistas, pero confiaba en las decisiones de Joe Chiccarelli, quien previamente había producido álbumes para The Shins, The Strokes y "Saints of Valory".
La banda creía en la transparencia; solo querían grabar lo que podían reproducir frente a una audiencia en un show en vivo. Después de que la banda terminara de grabar a principios de junio, tocaron en shows adicionales con Marina and the Diamonds, The Futureheads, Neon Trees y New Politics. Varias canciones, incluidas "My Body", "I Got" y "Strings", se filtraron en línea antes del lanzamiento del álbum. El 26 de octubre, Roadrunner Records lanzó digitalmente el álbum homónimo Young the Giant, que Amazon.com elogió como el tercer mejor álbum de rock de 2010. El álbum fue lanzado físicamente en los Estados Unidos el 25 de enero de 2011 y en el Reino Unido el 2 de mayo. El primer sencillo de la banda, "My Body", se lanzó a la radio de USA en enero y alcanzó el puesto número cinco en la lista de canciones alternativas de Billboard. iTunes ofreció la canción como descarga gratuita semanal a partir del 9 de enero y apareció en un episodio de American Idol. ¡La banda interpretó la canción ese mes en Jimmy Kimmel Live! y The Daily Habit de Fuel TV. El video oficial del sencillo, que presenta al actor Bryan James, fue dirigido por Justin Francis.
En marzo, Young the Giant encabezó el Billboard Showcase en South by Southwest en Austin, Texas. ¡En mayo, la banda tocó el Sasquatch! Music Festival, the BBC's Later... with Jools Holland y The Great Escape Festival en Brighton. El cantante inglés Morrissey, en el sitio de fans True to You, declaró a Young The Giant como una de sus nuevas bandas favoritas. El video musical del segundo sencillo del grupo, "Cough Syrup", se estrenó en junio. La banda fue nombrada Artista PUSH de la semana de MTV el 4 de julio. Una obra extendida (EP) con remixes de artistas como Two Door Cinema Club, Tokyo Police Club y Ra Ra Riot, estuvo disponible en septiembre de forma gratuita a través de la página de Facebook de Young the Giant. Se invitó a los fanáticos a crear sus propios remixes con la oportunidad de que su participación apareciera en el EP. En agosto, la banda tocó en el escenario principal de Lollapalooza. Young the Giant actuó durante los MTV Video Music Awards de 2011 el 28 de agosto. La banda comenzó una gira con Incubus dos días después.
La exposición de la actuación de los VMA impulsó a Young the Giant a la lista de álbumes Billboard 200, donde finalmente alcanzó el puesto 42. Las ventas de "My Body" aumentaron un 220 por ciento en iTunes, lo que ayudó a que el sencillo alcanzara el puesto 65 en la lista Billboard Hot 100. Young the Giant tocó en el Austin City Limits Music Festival en septiembre, y un mes después interpretaron canciones de su álbum debut para un episodio de MTV Unplugged que debutó en línea en noviembre. El 3.er sencillo de la banda, "Apartment", fue lanzado en febrero de 2011 y alcanzó el puesto 26 en la lista de canciones alternativas de Estados Unidos. El video musical de la canción se estrenó en abril de 2012. El grupo interpretó "Apartment" y "Cough Syrup" en un episodio de mayo de NBC's Today, y CNN Newsroom hizo un perfil de la banda un mes después. La banda lanzó un video musical para la canción que no pertenece al álbum "West Virginia" en enero de 2012 y comenzó su primera gira importante en febrero. También encabezaron el primer Woodies Tour de mtvU, que comenzó más tarde ese mes. El personaje de Darren Criss llamado Blaine Anderson, hizo una versión de "Cough Syrup" en el episodio de la tercera temporada de Glee titulado "On My Way". La canción aparece durante la escena del intento de suicidio con el personaje de Max Adler, Dave Karofsky. En octubre de 2020, la banda anunció la celebración del décimo aniversario de su álbum homónimo con un concierto virtual, un lanzamiento digital especial y un nuevo lanzamiento en vinilo.
Mind Over Matter (2013 - 2015)
El 28 de octubre de 2013, Young the Giant lanzó “It's about time” el sencillo principal del segundo álbum de la banda, Mind over Matter.  El 9 de diciembre de 2013, Young the Giant también lanzó "Crystallized", otro sencillo del segundo álbum de la banda. El álbum fue lanzado el 21 de enero de 2014 a través de Fueled by Ramen. La banda reclutó al productor nominado al Grammy, Justin Meldal-Johnsen para producir el álbum para el Grupo del Sur de California. El New York Times llamó al álbum "un álbum fuerte y eléctrico que tiene la fría reserva de The Cure combinada con la mentalidad de arena de Muse (aunque sin el aire mecánico de ese grupo)". El otoño siguiente, la banda se embarcó en una gira por América del Norte, comenzando en South Burlington, Vermont, y terminando en Boulder, Colorado. La banda fue abierta por la banda Wildling,  a quien Gadhia ayudó en la búsqueda de un baterista. Tras el lanzamiento de su segundo álbum, el grupo lanzó otro conjunto de videos para su serie "In the Open" en YouTube. En 2015, la banda lanzó dos canciones llamadas "Mirrorball" y "Mind Over Matter (Reprise)" exclusivamente en vinilo para el Record Store Day de ese año. Las canciones se lanzaron más tarde en línea el 28 de julio de 2017. 
Home of the Strange (2016 - 2017)
El 15 de abril de 2016, la banda lanzó una nueva canción, "Amerika", extraída de su tercer álbum de estudio, Home of the Strange, lanzado el 12 de agosto de 2016. El primer sencillo oficial del disco es "Something to Believe In", el cual fue enviado a radio alternativa el 10 de mayo de 2016. Otra pista del álbum, "Titus Was Born", fue lanzada con un video musical adjunto el 17 de junio de 2016. La gira de Young the Giant para el álbum comenzó el 13 de agosto de 2016, comenzando desde la costa oeste de los Estados Unidos. Dos pistas adicionales del álbum, "Jungle Youth" y "Silvertongue", fueron lanzadas en las semanas previas al lanzamiento del álbum. 
Mirror Master (2018)
La banda lanzó el primer sencillo, "Simplify", de su próximo álbum el 14 de junio de 2018. El segundo sencillo del álbum, "Superposition", fue lanzado el 23 de agosto de 2018, junto con un anuncio de que Mirror Master sería lanzado el 12 de octubre de 2018 por Elektra Records. La banda lanzó el tercer sencillo, "Heat of the Summer", el 21 de septiembre de 2018. "Call Me Back", el cuarto sencillo y último antes del lanzamiento del álbum, fue lanzado el 5 de octubre de 2018. 
American Bollywood (2022 - present)
La banda lanzó el sencillo, "Wake Up", el 15 de junio de 2022. Otras canciones del primer acto de su álbum estadounidense de Bollywood, llamado "Act I: Origins", se lanzaron el 15 de julio de 2022. La banda también estrenó un video de la canción principal del álbum, "American Bollywood", en YouTube el 15 de julio de 2022. Los otros tres actos fueron nombrados, "Acto II: Exilio", "Acto III: Batalla" y "Acto IV: Desenlace". Se lanzaron un total de dieciséis canciones en el álbum estadounidense de Bollywood en forma de cuatro actos separados con cuatro canciones cada uno. La gira estadounidense de Bollywood comenzó el 12 de octubre de 2022 en el Red Rocks Amphitheatre en Morrison, Colorado.

## Miembros del grupo
Miembros actuales
- Sameer Gadhia - voz principal, percusión, teclados, guitarra (desde 2004)
  - Gadhia nació en Ann Arbor, Michigan, y creció en Irvine, California. Proviene de una familia de músicos, especialmente de música clásica india. Su hermana, madre y abuela son cantantes. Comenzó a explorar una variedad de estilos de música estadounidenses desde el principio. Se especializó en Biología Humana en la Universidad de Stanford, donde participó en un grupo a cappella, Talisman, y en la vida griega, como hermano de Sigma Nu. En 2009, dejó la escuela y la medicina para darle una oportunidad a sus aspiraciones musicales. Él planea regresar para completar su título algún día. Comparte una casa en Los Ángeles con sus compañeros de banda cuando no está de gira.[57][58]

- Jacob Tilley - guitarra, sintetizador, mellotron (desde 2004)
- Eric Cannata – guitarra, vocales, teclado (since 2007)
- Payam Doostzadeh – bajo, sintetizador, vocales (since 2008)
- Francois Comtois – batería, percusión, vocales (since 2007); bajo (2004–2007)

Miembros Iniciales (The Jakes)
- Ehson Hashemian – teclado, piano, sintetizador (2004–2009)
- Jason Burger – batería (2007)
- Sean Fischer – batería (2004–2007)

## Discografía

### ÁLBUMES DE ESTUDIO / DISQUERA
| ALBUM                                                                   | DETALLES                                                                              | "Peak chart positions" / Posiciones en el tablero | "Peak chart positions" / Posiciones en el tablero | "Peak chart positions" / Posiciones en el tablero | "Peak chart positions" / Posiciones en el tablero | "Peak chart positions" / Posiciones en el tablero | "Peak chart positions" / Posiciones en el tablero | "Peak chart positions" / Posiciones en el tablero | "Peak chart positions" / Posiciones en el tablero | "Peak chart positions" / Posiciones en el tablero | "Peak chart positions" / Posiciones en el tablero | CERTIFICACIONES |
| ALBUM                                                                   | DETALLES                                                                              | US                                                | US Rock                                           | BEL (WA)                                          | CAN                                               | IRL                                               | ITA                                               | NLD                                               | NZ                                                | SCO                                               | UK                                                | CERTIFICACIONES |
| ----------------------------------------------------------------------- | ------------------------------------------------------------------------------------- | ------------------------------------------------- | ------------------------------------------------- | ------------------------------------------------- | ------------------------------------------------- | ------------------------------------------------- | ------------------------------------------------- | ------------------------------------------------- | ------------------------------------------------- | ------------------------------------------------- | ------------------------------------------------- | --------------- |
| Young the Giant                                                         | - Lanzamiento: 26/10/2010 - Disquera: Roadrunner - Formato: Descarga digital, CD y LP | 42                                                | 6                                                 | —                                                 | —                                                 | 84                                                | 52                                                | 29                                                | —                                                 | 84                                                | 83                                                | - RIAA: Gold    |
| Mind over Matter                                                        | - Lanzamiento: 21/01/2014 - Disquera: Fueled by Ramen                                 | 7                                                 | 2                                                 | —                                                 | 7                                                 | —                                                 | —                                                 | 32                                                | —                                                 | —                                                 | —                                                 |                 |
| Home of the Strange                                                     | - Lanzamiento: 12/08/2016 - Disquera: Fueled by Ramen                                 | 12                                                | 3                                                 | 176                                               | 17                                                | —                                                 | —                                                 | 91                                                | —                                                 | —                                                 | —                                                 |                 |
| Mirror Master                                                           | - Lanzamiento: 12 de octubre de 2018 - Disquera: Elektra                              | 69                                                | 8                                                 | —                                                 | —                                                 | —                                                 | —                                                 | —                                                 | —                                                 | —                                                 | —                                                 |                 |
| "—" significa que los lanzamientos no llegaron a ser parte del tablero. |                                                                                       |                                                   |                                                   |                                                   |                                                   |                                                   |                                                   |                                                   |                                                   |                                                   |                                                   |                 |

### EP (EXTENDED PLAYS)
| TÍTULO                | DETALLES |
| --------------------- | --- |
| Remix EP              | - Lanzamiento: 12 de septiembre de 2011 - Formato: Descarga digital gratuita |
| iTunes Live from Soho | - Lanzamiento: 18 de octubre de 2011 - Disquera: Roadrunner - Formato: Digital download                                                                                                 |
| ACT I: ORIGINS        | - Lanzamiento: 15 de julio de 2022 - Etiqueta: Jungle Youth Publishing - Formato: Descarga digital - 1.ª parte del álbum de cuatro partes: American Bollywood                           |
| ACT II: EXILE         | - Lanzamiento: 12 de agosto de 2022 - Disquera: Jungle Youth Records - Formato: Descarga digital - Género: Alternativo/Indie - 2.ª parte del álbum de cuatro partes: American Bollywood |
| ACT III: BATTLE       | - Lanzamiento: 16 de septiembre de 2022 - Disquera: Jungle Youth Records - Género: Alternativo/Indie                                                                                    |
| ACT IV: DENOUEMENT    | - Lanzamiento: 21 de octubre de 2022 - Disquera: Jungle Youth Records - Género: Alternativo/Indie                                                                                       |

### SENCILLOS
- "My Body" (2011)
- "Cough Syrup" (2011)
- "Apartment "(2012)
- "It's About Time" (2013)
- "Crystallized" (2013)
- "Mind Over Matter" (2014)
- "Mirrorball" (2015)
- "Amerika" (2016)
- "Something to Believe In" (2016)
- "Titus Was Born" (2016)
- "Silvertongue" (2016)
- "Simplify" (2018)
- "Superposition" (2018)
- "Heat of the Summer" (2018)
- "Call Me Back" (2018)
- "Wake Up" (2022)

### VIDEOS MUSICALES
| AÑO  | CANCIÓN                   | DIRECTOR           | ÁLBUM               | REF    |
| ---- | ------------------------- | ------------------ | ------------------- | ------ |
| 2011 | "My Body"                 | Justin Francis     | Young the Giant     | [ 77 ] |
| 2011 | "Cough Syrup"             | Petro              | Young the Giant     | [ 78 ] |
| 2012 | "Apartment                | Marcus Haney       | Young the Giant     | [ 79 ] |
| 2013 | "It's About Time"         | David Vincent Wolf | Mind over Matter    | [ 80 ] |
| 2013 | "Crystallized"            | Elliott Sellers    | Mind over Matter    | [ 81 ] |
| 2014 | "Mind Over Matter"        | Tim Nackashi       | Mind over Matter    | [ 82 ] |
| 2016 | "Something to Believe In" | Computer Team      | Home of the Strange | [ 83 ] |
| 2016 | "Silvertongue"            | Patrick Lawler     | Home of the Strange | [ 84 ] |
| 2018 | "Simplify"                | Kyle Sauer         | Mirror Master       | [ 85 ] |
| 2018 | "Superposition"           | Computer Team      | Mirror Master       | [ 86 ] |
| 2019 | "Heat of the Summer"      | Kyle Sauer         | Mirror Master       | [ 87 ] |
| 2022 | "The Walk Home"           | Tanmay Chowdhary   | American Bollywood  | [ 88 ] |